# Жайворонок короткохвостий
Жайворонок короткохвостий (Spizocorys fremantlii) — вид горобцеподібних птахів родини жайворонкових (Alaudidae). Мешкає в Східній Африці. Раніше цей вид відносили до монотипового роду Короткохвостий жайворонок (Pseudalaemon), однак у 2014 році він був переведений до роду Терера (Spizocorys).

## Опис

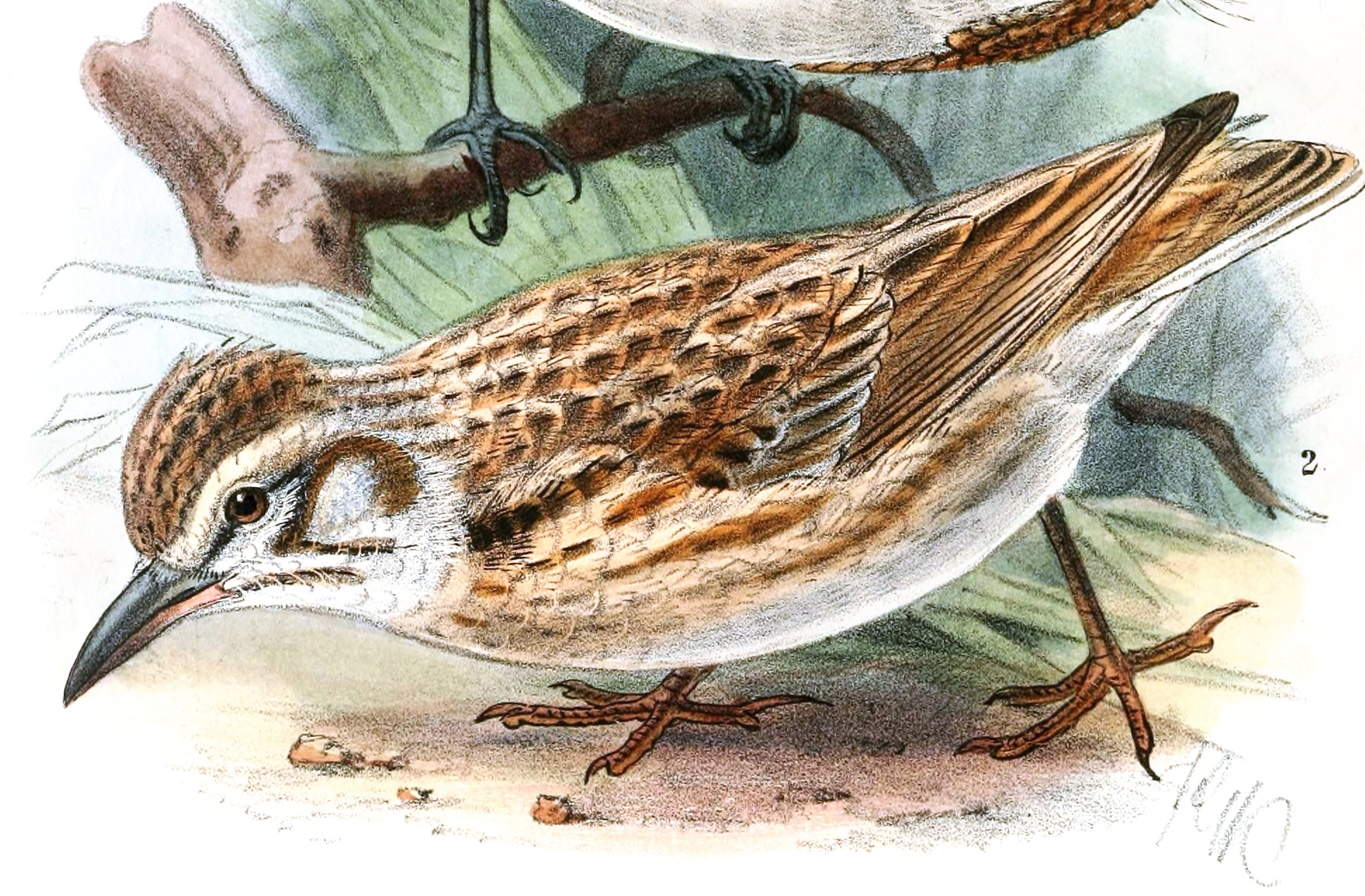
Короткохвостий жайворонок

Довжина птаха становить 14 см, з яких від 3,7 до 4,5 см припадає на хвіст. Довжина дзьоба становить 1,8-2 см. Виду не притаманний статевий диморфізм. Тім'я жовтувато-буре, поцятковане темно-коричневими смугами. Верхня частина тіла темно-коричнева, легко поцяткована світло-сірими смужками. Навколо очей світлі кільця, над очима світлі "брови", над якими проходять темно-коричневі смуги, що також окаймляють скроні. Під очима невеликі біді плями, на щоках темно-коричневі смуги. Скроні коричневі, знизу окаймлені світлим "комірцем". Підборіддя і горло білі, верхня частина грудей рудувато-біла, поцятковані дрібними краплеподібними бурими плямками. Живіт і гузка білуваті з рудувато-коричневим відтінком. махові пера сіро-коричневі з вузькими світлими краями. Стернові пера темно-коричневі, центральні і крайні стернові пера мають білуваті края. Дзьоб зверху темно-сірий, знизу білувато-жовтий.

## Підвиди
Виділяють три підвиди:
- S. f. fremantlii (Lort Phillips, 1897) — південно-східна Ефіопія і Сомалі;
- S. f. megaensis (Benson, 1946) — південна Ефіопія і північна Кенія;
- S. f. delamerei (Sharpe, 1900) — південна Кенія і північна Танзанія.

## Поширення і екологія
Короткохвості жайворонки мешкають в Ефіопії, Сомалі, Кенії і Танзанії. Вони живуть в саванах, на сухих луках, зокрема на прибережних, в сухих рідколіссях і чагарникових заростях. Зустрічаються на висоті до 1800 м над рівнем моря. Живляться насінням і бульбами. Гніздяться на землі. Гніздо чашоподібне, розміщується серед трави. В кладці від 2 до 4 яєць.